# Иларион (Дуда)
Архимандри́т Иларио́н (в миру Яков Дуда; 1790—1872) — архимандрит Русской православной церкви.

## Биография
Яков Дуда родился в 1790 году в городе Козельске Козельского уезда Черниговской губернии; происходил из дворян. Образование получил в Козельском городском училище.
Чтением аскетических сочинений Яков Дуда развил в себе склонность к монашеской жизни и 13 мая 1819 года поступил послушником в черниговский архиерейский дом. С 1821 года был ризничим; в 1822 году постригся в монашество с именем Иларион.
Был настоятелем Батуринского, Глуховского, Петропавловского и Домницкого (с 1846 года) монастырей; в июне 1861 года удалился на покой в Свято-Николаевский Пустынно-Рыхловский монастырь, где и оставался до смерти, ведя подвижническую жизнь.
Иларион Дуда скончался 18(30) декабря 1872 года в селе Рыхлы.